# Bantén (localidad)
Bantén (también conocida como Bantam) es el nombre por el que se conoce a una localidad y sus zonas aledañas en el extremo occidental de la isla de Java, Indonesia. La ciudad fue un importante centro comercial, y contaba con un puerto seguro en la desembocadura del río Bantén, el cual permitía la  navegación con barcos livianos hacia el interior de la isla. El pueblo se encuentra cerca del estrecho de la Sonda, a través del cual pasa un importante flujo de tráfico naval entre Java y Sumatra. En el pasado, Bantén Antiguo fue la capital de un sultanato de la región.

## Historia
En el siglo V, Bantén era parte del reino de Tarumanagara. Las inscripciones en las reliquias lebak, encontradas en las aldeas en las tierras bajas a orillas de Ci Danghiyang, Munjul, Pandeglang y Banten, fueron descubiertas en 1947 y contienen dos líneas de poesías con escritura pallawa y en sánscrito. Las inscripciones mencionaban la valentía del rey Purnawarman. Luego del colapso del reino de Tarumanagara, descrito hacia 1200, Chou Ju-kua mencionó que a principios del siglo XIII, Srivijaya aún controlaba Sumatra, la península malaya y el occidente de Java (Sunda). La fuente identifica al puerto de Sunda como un puerto estratégico y vibrante, y resalta que la pimienta de Sunda era de la mejor calidad que se podía encontrar. La población trabajaba en la agricultura y sus casas estaban construidas sobre postes de madera (rumah panggung). Sin embargo, el país estaba plagado de ladrones y asaltantes. Es muy posible que el puerto de Sunda mencionado por Cho Ju-kua se refiriera probablemente al puerto de Bantén.
Según el explorador portugués, Tome Pires, a principios del siglo XVI, el puerto de Bantam (Bantén) era uno de los puertos más importantes del reino de Sunda, junto con los puertos de Pontang, Cigede, Tangaram, Calapa y Chimanuk. Gracias a su condición de ciudad mercante, Bantén fue influenciada considerablemente por el islam a principios del siglo XVI. Más adelante en ese siglo, la localidad se convirtió en la capital del poderoso sultanato de Bantén. Los ingleses, que habían comenzado a visitar las Indias Orientales desde más o menos el año 1600, establecieron un puesto comercial permanente en Bantén en 1603. En 1613, John Jourdain fue asignado como el Capataz en Jefe en esta estación comercial, puesto que ocupó hasta 1616 (con excepción de tres meses en 1615 cuando fue reemplazado por Thomas Elkington); fue reemplazado por George Berkley en 1616, pero a partir de 1617 y hasta 1630 la factoría eligió a su presidente de forma directa. Entre 1630 y 1634 se volvieron a designar administradores en forma arbitraria, pero la elección de presidentes continuó nuevamente desde 1634 hasta 1652.
A partir de 1603 y por un periodo de treinta años, las estaciones comerciales establecidas por los ingleses en la Costa de Coromandel en la India, como las de Machilipatnam (est. en 1611) y el Fuerte San Jorge (est. 1639), dependían directamente de Bantén. La Compañía de las Indias Orientales Neerlandesas también estableció un puesto comercial en Bantén en 1603. Durante el siglo XVII, tanto los neerlandeses como los portugueses se pelearon por el control de Bantén. Finalmente, el hecho de que los neerlandeses se dieran cuenta de que podían controlar Batavia más profundamente que Batán puede que haya contribuido al declive de Bantén.
Hoy en día, Bantén es una pequeña localidad porteña que se ha visto eclipsada económicamente por el puerto aledaño de Merak. En Bantén, los inmigrantes chinos forman un grupo importante de la comunidad.